# Linaro
Linaro — некоммерческая организация, занимающаяся консолидацией и оптимизацией программного обеспечения с открытыми исходными кодами для платформ ARM. В частности, занимается доработкой GNU toolchain, ядра Linux, управления питанием ARM, графикой и интерфейсами мультимедиа. Её создание было анонсировано на Computex в июне 2010 года группой, состоящей из ARM, Freescale Semiconductor, IBM, Samsung, ST-Ericsson и Texas Instruments. Компания ежемесячно публикует наборы утилит и программ и предоставляет поддержку производителям систем на кристалле.
Linaro выпускает утилиты для компиляции и отладки на ARM, ядро Linux и сборки нескольких дистрибутивов, включая Android и Ubuntu для систем, производимых компаниями-основателями Linaro.
В первую очередь усилия Linaro направлены на оптимизацию ПО для архитектуры ARMv7A, то есть для систем, содержащих вычислительные ядра ARM Cortex-A8 или ARM Cortex-A9. Планирование происходит ежегодно, требования к работам Linaro определяет комитет «Technical Steering Committee».

## История
В 2010 году компания ARM вместе с Freescale Semiconductor, IBM, Samsung, ST-Ericsson и Texas Instruments (TI) сформировали некоммерческую инженерную компанию Linaro для работ над ПО с открытыми исходниками для следующего поколения устройств классов «always-connected», «always-on computing».
В мае 2011 года к группе присоединились в качестве партнеров компании Canonical, Collabora, Genesi Group, Mentor Graphics и Thundersoft. В начале 2012 года компания Adeno Embedded также стала партнером.
Также в мае 2011 года Linaro представила систему автоматического тестирования LAVA (Linaro Automated Validation Architecture) собственной разработки. LAVA предназначена для тестирования компонентов с открытыми исходными кодами, которые используются в основных дистрибутивах Linux.
В ноябре 2012 года AMD, AppliedMicro, Calxeda, Canonical, Cavium, Facebook, HP, Marvell и Red Hat стали членами Linaro и объединили свои усилия с уже другими членами организации (ARM, HiSilicon, Samsung, ST-Ericsson) для формирования новой группы, деятельность которой будет направлена на ускорение развития Linux на серверах с процессорами, имеющими ARM-архитектуру.
В феврале 2015 года для поддержки и продвижения 96Boards была сформирована Linaro Community Board Group (LCG).

## Системные требования
Linaro оптимизирует программы для архитектуры ARMv7A, которая реализована в таких микропроцессорах как TI OMAP 3, OMAP 4, Samsung Exynos, ST-Ericsson NovaThor U8500 и Freescale i.MX51.

## Пакеты, доступные для скачивания
Компания предоставляет три типа файлов для скачивания:
1. В конце каждого месячного цикла выпускается интегрированная сборка, включающая все программы, над которыми велась работа в течение цикла. Эти образы публикуются на releases.linaro.org.
2. Ежемесячно публикуются версии таких сторонних программ как GCC и QEMU по адресу launchpad.net/gcc-linaro.
3. Поддерживаются публичные «staging» репозитории сторонних программ, над которыми ведется работа. Ядро и u-boot публикуются на git.linaro.org; остальные программы — на code.launchpad.net.

## Лицензии
Весь код, разрабатываемый в рабочих группах Linaro публикуется под стандартными open-source лицензиями одобренными Open Source Initiative (OSI). Подробнее правила описаны в документах «Linaro Membership Rules» и «Linaro Articles of Association».